# Kumbang Jaya
Kumbang Jaya is een bestuurslaag in het regentschap Aceh Tenggara van de provincie Atjeh, Indonesië. Kumbang Jaya telt 1180 inwoners (volkstelling 2010).